# ボルゴ・ヴィルジーリオ
ボルゴ・ヴィルジーリオ（伊: Borgo Virgilio）は、イタリア共和国ロンバルディア州マントヴァ県にある、人口約14,000人の基礎自治体（コムーネ）。
コムーネ統廃合 (it:Fusione di comuni italiani) により、ボルゴフォルテとヴィルジーリオが合併して2014年2月4日に発足した。

## 地理

### 位置・広がり

#### 隣接コムーネ
隣接するコムーネは以下の通り。
- バニョーロ・サン・ヴィート
- クルタトーネ
- マントヴァ
- マルカリーア
- モッテッジャーナ
- サン・ベネデット・ポー
- ヴィアダーナ

### 気候分類・地震分類
気候分類では、zona E, 2388 GGに分類される。
また、イタリアの地震リスク階級 (it) では、zona 3 (sismicità bassa) に分類される。

## 行政

### 分離集落
ボルゴ・ヴィルジーリオには、以下の分離集落（フラツィオーネ）がある。
- Boccadiganda, Borgoforte, Cappelletta, Cerese (sede comunale), Pietole, Romanore, San Cataldo, San Nicolò Po, Scorzarolo, Vignale